# بيير بريزون
بيير بريزون (بالفرنسية: Pierre Brizon)‏ (16 مايو 1878 – 1 أغسطس 1923)، هو مدرس فرنسي ونائب وطني وأممي ومن دعاة السلام. تعرض لهجمات عنيفة من الصحافة والبرلمان بسبب مواقفه المناهضة للقتال خلال الحرب العالمية الأولى.

## الحياة المهنية المبكرة
ولد بيير بريزون في 16 مايو 1878 في بلدية فرانتشيز ضمن إقليم أليي في أسرة مزارعين فقيرة. كان بيير تلميذًا موهوبًا وأصبح مؤهلًا للتدريس ما ساهم في انتقاله بين عدد من المواقع التدريسية في بداية مشواره المهني. أصبح مدرسًا في المدارس المهنية الوطنية وعُين في منصب في المقاطعة الشمالية لبلدية آرمنتيير. انضم هناك إلى المجموعة الاشتراكية. دعم كفاح العمال وكتب العديد من المقالات لصالح المنشورات الاشتراكية. كتب بيير مديحًا لبحارة المدمرة بوتمكين على ثورتهم، وتسلم رسالة من  بينفينو مارتن، وزير التعليم العام، موبخًا إياه بسبب عدم استخدامه اللغة المخصصة المطلوبة من موظفي الدولة وخاصة من المدرسين. كتب خلال هذه الفترة أيضًا تاريخًا مستفيضًا عن العمالة.
أصبح مدرسًا في مدرسة رين الصناعية. ترشح بيير في الانتخابات التشريعية التي جرت في 1906 في مدينة غرونوبل عن الحزب الاشتراكي (الفرع الفرنسي لمنظمة العمل الدولية). لم يُنتخب، قد يعود السبب في هذا إلى عدم امتلاكه لروابط متينة في المنطقة. انتُخب في 1907 كعضو في مجلس مقاطعة بوربون لا أرشامبولت ضمن إقليم أليي. أصبح عمدة لبلدته الأصلية لاحقًا.

## نائب وطني
انتُخب بريزون كنائب وطني لمدينة أليي في أبريل 1910 عن الحزب الاشتراكي. طالب بمعاشات للعمال وبتأميم التأمين والمناجم وسكك الحديد وفرض ضرائب متصاعدة على الميراث والدخل. أُعيد انتخابه في 1914. اشتهر بدفاعه عن حقوق المزارعين المستأجرين. انضم بريزون إلى الاتحاد المقدس بعد اندلاع الحرب العالمية الأولى (يوليو 1914 – نوفمبر 1918)، وقد وافق أعضاء هذا الاتحاد على التعاون مع الحكومة شأنهم في ذلك شأن جميع أعضاء الحزب الاشتراكي. أصبح معارضًا للاتحاد المقدس لاحقًا وانضم إلى لجنة استعادة العلاقات الدولية.
رُتب لعقد مؤتمر اشتراكي عالمي في كينثال في سويسرا في نهاية أبريل 1916، وذلك كمتابعة لمؤتمر زيمروالد في 1915. كان من المتوقع تمثيل فرنسا في المؤتمر من قبل قادة الكونفدرالية العامة للعمل وهم كل من ألفونس ميرهايم وألبرت بورديرون وماري مايو، لكنهم لم يُمنحوا جوازات السفر التي احتاجوها لحضور المؤتمر. تمكن ثلاثة مندوبين من الفرع الفرنسي لمنظمة العمل الدولية بقيادة أليكساندر بلان من حضور المؤتمر كنواب متمتعين بحصانة برلمانية. ذهب كل من بريزون وجان رافين دوغنز برفقة بلانك. عمل ثلاثتهم في مهنة التدريس. لم يقبل بريزون في أثناء الاجتماع بتشكيل الشيوعية الدولية. قال إن الأمر المهم هو الضغط على المكتب الاشتراكي الدولي للعمل باتجاه السلام.
أصبح النواب الثلاثة أهدافًا لحملة صحفية شرسة بعد عودتهم من سويسرا، اتُهموا خلالها بأنهم انهزاميون وخونة وجواسيس. تبرأ قادة الحزب الاشتراكي منهم. رفض كل من بريزون وبلانك ورافين دوغنز التصويت على قروض الحرب. أشاد بريزون في خطابه في تلك المناسبة بـ «الأقلية الشجاعة من الألمان الاشتراكيين». وقال إنه من واجب الطبقات العاملة إنهاء الحرب بسرعة في حالة اندلاعها.
عُلقت عضوية بريزون مؤقتًا في البرلمان في 1916 بسبب معارضته الصريحة للحرب. تمسك بريزون بموقفه الرافض للحرب بعد عودته لممارسة أعماله كنائب في البرلمان وطلب القيام باستفتاء شعبي بطريقة الاقتراع السري لمعرفة رأي الشعب وما الذي سيختاره من بين الحرب والسلام. طلب فتح تحقيق في موقف الحكومة المتخذ حيال إرسال مندوبين إلى مؤتمر زيمروالد الذي انعقد في ستوكهولم في 1917. انقسمت لجنة استئناف العلاقات الدولية في فبراير 1917 بعد أن انضم كل من بريزون ورافين دوغنز وبورديرون إلى الأقلية التابعة للفرع الفرنسي لمنظمة العمل الدولية تحت قيادة جان لونغيت، في حين سيطر الاشتراكيون فرناند لوريوت وتشارلز رابابورت ولويز سومونو وفرانسوا مايو على اللجنة. انسحب ميرهايم للتركيز على عمل الاتحاد. أصدر بريزون جريدة  الموجة (لا فاغ) في يناير 1918. اضطر للتخلي عنها لاحقًا، لكنه نشر جريدة جديدة تحت اسم كتلة حمراء (بلوك دي روج).